# 후안 라가레스
후안 오스발도 라가레스(Juan Osvaldo Lagares, 1989년 3월 17일 ~ )는 도미니카 공화국의 야구 선수이자, 전 KBO 리그 SSG 랜더스의 외야수이다.

## 미국 프로야구 시절
2013년에 뉴욕 메츠에 입단하였다.

## 도미니카 프로야구 시절
2021년에 아길라스 시베냐스에 입단하였다.

## 한국 프로야구 시절

### SSG 랜더스시절
2022년 7월 8일에 삼진 대비 볼넷 비율이 좋지 않아 퇴출된 케빈 크론을 대체할 야수로 영입되었다.